# Basilia neamericana
Basilia neamericana är en tvåvingeart som beskrevs av Schuurmans Stekhoven 1951. Basilia neamericana ingår i släktet Basilia och familjen lusflugor. Inga underarter finns listade i Catalogue of Life.